# Кеннет Доналд Камерон
Кеннет Доналд Камерон (англ. Kenneth Donald Cameron; нар. 29 листопада 1949) — астронавт НАСА . Здійснив три космічні польоти на шаттлах : STS-37 (1991, «Атлантіс»), STS-56 (1993, «Діскавері») і STS-74 (1995, «Атлантіс»), полковник КМП США.
Кеннет Камерон народився 29 листопада 1949 в місті Клівленд, штат Огайо. Закінчив середню школу в 1967 році в Роккі-Рівер, у тому ж штаті. Був активним учасником руху «Бойскаути Америки». Одружений з Мішель Рені Фулфорд, мають двох синів. Захоплюється: польотами, атлетикою, мотоспортом, стріляниною, читанням, є радіоаматором. У 1978 році, закінчивши Массачусетський технологічний інститут, отримав ступінь бакалавра, а в 1979 році, там же, ступінь магістра, у області аеронавтики і астронавтики. У 2002 році отримав ступінь магістра у галузі ділового адміністрування в Університеті штату Мічиган.

## До НАСА
Камерон розпочав службу в Корпусі морської піхоти (КМП) 1970 року, вступивши до Школи початкової підготовки офіцерів на авіабазі морської піхоти в Квантіко, штат Вірджинія. Після закінчення цієї Школи та вивчення в'єтнамської мови, був переведений під В'єтнам, де протягом одного року служив як командир піхотного взводу, а потім у числі морських охоронців в Посольстві США (Сайгон). Після повернення до США служив на базі морської піхоти в Кемп-Лежен, в Північній Кароліні. Потім, в 1972 році, був переведений на авіабазу Пенсакола, під Флоридою, де займався льотною підготовкою, в 1973 році став військово-морським льотчиком. Отримав призначення на авіабазу «Юма», штат Аризона, літав на літаках А-4 Skyhawk. У 1976 році, для продовження освіти, Кемерон був направлений в Массачусетський технологічний інститут.
Після закінчення інституту, він був направлений на один рік на стажування на авіабазу «Івакуні», Японія. Згодом, в 1980 році, був переведений в Тихоокеанський ракетний Центр, а в 1982 році був направлений у Військово-морську школу льотчиків на авіабазі в Патаксент-Рівер, в штаті Меріленді. У 1983 році, після закінчення Школи, був призначений офіцером проекту і льотчиком-випробувачем літаків F / A-18 Hornet, А-4 і OV-10 в морському випробувальному Центрі. Має наліт понад 4000 годин на 48 різних типах літаків.

## Підготовка до космічних польотів
В травні 1985 року був зарахований до загону астронавтів НАСА в складі 10-го набору як пілот. Став проходити навчання за курсом загальнокосмічної підготовки (ОКП) з серпня 1985 року. По закінченні курсів, в липні 1986 року, отримав кваліфікацію пілот шатла і призначення в Відділ астронавтів НАСА. Він займався питаннями: що повертаються супутники, вантажопідйомність, тестування польотного програмного забезпечення в Лабораторії інтеграції електронного устаткування шатлів, а також інша супутня діяльність в Космічному Центрі імені Кеннеді, штат Флорида. Був оператором зв'язку в польотах шатлів STS-28, STS-29, STS-30, STS-33 і STS-34. Кемерон був помічником керівника місії ремонту телескопа Хаббл. У 1994 році Камерон став першим Директором (по льотним операціям) НАСА, який побував в Зоряному містечку, Росія, де він пройшов навчання в Центрі підготовки космонавтів імені Ю. О. Гагаріна, ознайомився з співробітниками, пройшов підготовку космонавтів для польотів на космічних кораблях «Союз» та орбітальній станції «Мир», з системами корабля і пройшов підготовку та літав на літаку L-39.

## Польоти в космос
- Перший політ — STS-37, шаттл «Атлантіс». З 5 по 11 квітня 1991 року як «пілот корабля». Основною метою місії був запуск гамма-обсерваторії Комптона, другий за величиною з «Великих обсерваторій» НАСА (після Хаббла). Що примітно, на той час обсерваторія Комптона була найбільшою корисним навантаженням, коли або запущеної космічними човниками — 17 тонн (надалі рекорд перейшов обсерваторії Чандра з розгінним блоком — 22,7 тонни). Тривалість польоту склала 5 діб 23 години 33 хвилини.
- Другий політ — STS-56, шаттл «Діскавері». З 8 по 17 квітня 1993 як «командир корабля». Політ був присвячений вивченню озонового шару атмосфери над північною півкулею за допомогою лабораторії ATLAS-2. Її назва є акронімом від Atmospheric Laboratory for Applications and Science (Лабораторія для фундаментальних і прикладних досліджень атмосфери). Також екіпаж шаттла вивів на орбіту науково-дослідний супутник SPARTAN (англ. Shuttle Pointed Autonomous Research Tool for Astronomy) для спостереження сонячної корони. Після двох діб автоматичної роботи апарата, він був захоплений маніпулятором шатла і повернений у вантажний відсік «Діскавері». Під час польоту STS-56 астронавтам «Діскавері» вперше вдалося зв'язатися з орбітальною станцією «Мир» за допомогою радіоаматорських засобів зв'язку. Тривалість польоту склала 9 днів 6:00 9 хвилин.
- Третій політ — STS-74, шаттл «Атлантіс». З 12 по 20 листопада 1995 як «командир корабля». Це була друга стиковка шатлу з орбітальною станцією «Мир». Тривалість польоту склала 8 днів 4:00 32 хвилини.

Загальна тривалість польотів в космос — 23 дня 10 годині 15 хвилин.

## Після польотів
Камерон покинув НАСА 5 серпня 1996, перейшов на роботу в «Hughes Training Inc.», в дочірню компанію корпорації «General Motors», виконавчим Директором по операціям в Х'юстоні. У вересні 1997 року Камерон був переведений в «Saab», в Швецію. Після повернення в США, Камерон працював в Технічному центрі «General Motors» в місті Воррен, штат Мічиган, недалеко від Детройта. Після загибелі шаттла «Колумбія» та її екіпажу, Камерон повернувся в космічну галузь у жовтні 2003 року, як головний інженер у НАСА в Центрі безпеки, в Хемптоні, штат Вірджинія. У червні 2005 року Кемерон був обраний заступником Директора з безпеки NESC, а в червні 2007 року він був переведений в офіс NESC, в Космічний Центр імені Джонсона в Х'юстон, штат Техас.
Камерон пішов з НАСА в грудні 2008 року, перевівся в корпорацію «Northrop Grumman», в Х'юстоні, де зайняв пост Директора з операцій аерокосмічних систем. В даний час Камерон володіє і літає на особистому літаку Cozy MK IV. Це експериментальний гвинтокрилий літак з композитних матеріалів, зі скловолокна.

## Нагороди та премії
Нагороджений: Медаль «За космічний політ» (1991, 1993 і 1995), Медаль «За відмінну службу» (США), Орден «Легіон пошани», Хрест льотних заслуг (США) (двічі), Медаль «За виняткові досягнення» і багато інші.

## Джерело
- Офіційна біографія НАСА [Архівовано 23 листопада 2013 у Wayback Machine.](англ.)